# Caius Crastinus
Caius Crastinus (né en 85 av. J.-C.) était un soldat de la Xe légion de Jules César lors de la Guerre des Gaules.

## La Guerre des Gaules
Caius Crastinus a d'abord rejoint la légion, soit la VIIIe ou soit la IXe légion en 65 av. J.-C., quand Pompée le Grand leva ces deux légions en Hispanie. Il fut transféré à la Xe légion comme un centurion de catégorie junior en 61 av. J.-C., où il fut d'abord formé, puis avoir été trié sur le volet par Jules César. Après avoir rejoint la Xe légion, il commanda une centurie. Caius Crastinus combattit tout au long des campagnes gauloises de Jules César, et fut présent lors de la bataille d'Alésia, où il assista à la remise du chef gaulois Vercingétorix aux forces de la République romaine.
Plus tôt pendant la Guerre des Gaules, Caius Crastinus repoussa une tentative de franchissement d'une rivière par les Helvètes. Caius Crastinus, que Jules César considérait comme étant un de ses meilleurs soldats, fut promu au rang de Primus pilus, ou appelé également « Première lance ». Ce rang était l'un des plus prestigieux. Avec ce rang, Caius Crastinus devançait ainsi tous les autres centurions de sa légion, car ce rang lui apportait le grade le plus élevé de tous les soldats enrôlés dans l'armée romaine.
Il est mort à la bataille de Pharsale en 48 av. J.-C., où il joua un rôle essentiel avec l'aile droite de Jules César dans l'attaque contre la ligne de Pompée le Grand. Comme l'annonce Jules César dans de Bello Civili il dit à ses camarades "Suivez-moi, mes vieux camarades et donnez un vrai service à notre général. Quand ce sera fini, il retrouvera sa dignité et nous notre liberté". Alors il se tourna vers Jules César et dit "Aujourd'hui, général, je gagnerai votre gratitude que je sois encore en vie ou mort".  Il transperça presque la ligne ennemie avant d'être tué par le gladius d'un légionnaire ennemi. Appien rapporte qu'après la bataille Jules César lui-même, honora sa dette envers Caius Crastinus, par des rites héroïques et la construction d'un autel.
Ross Cowan dans sa monographie "Roman Battle Tactics 109 BC - AD 313" avance l'hypothèse que Caius Crastinus s'est offert en sacrifice au dieu des Enfers pour assurer la victoire de Jules César grâce à sa devotio. Dans ce rite, un soldat romain promet de mourir au combat et d'offrir son âme au dieu des Enfers pour s'assurer en échange de la destruction de l'ennemi. L'historien italien Luciano Canfora dans son livre Giulio Cesare. Il dittatore Democratico compare le personnage de Caius Crastinus à celui d'un commissaire politique, totalement dévoué au parti césarien au point de faire du volontariat pour une mission suicide.